# 三十头社区
三十头社区，是中华人民共和国安徽省合肥市瑶海区下辖的一个乡镇级行政单位。

## 行政区划
三十头社区下辖以下地区：
三十头社区、瓦岗社区、北岗社区、杜大郢村、横店村、罗巷村、方岗村、四十头村、五十头村、卫岗村、李湾村、范冲村和三房岗村。